# Władimir Narbut

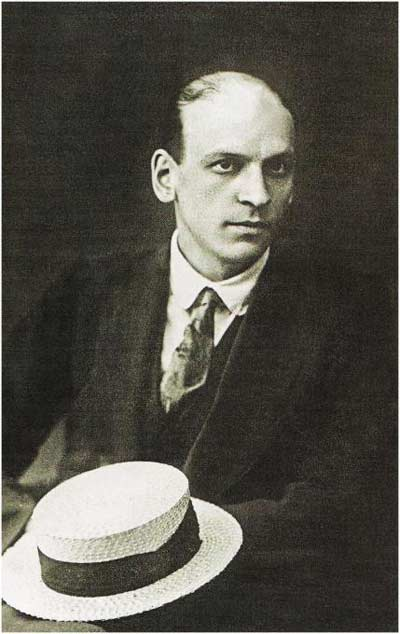
Władimir Narbut

Władimir Iwanowicz Narbut (ros. Владимир Иванович Нарбут; ukr. Володимир Іванович Нарбут, Wołodymyr Iwanowycz Narbut; ur. 14 kwietnia 1888 w chutorze Narbutiwka, zm. 14 kwietnia 1938) – rosyjski i radziecki poeta pochodzenia ukraińskiego.

## Życiorys
Pochodził z małej osady w guberni czernihowskiej. Był bratem malarza Heorhija Iwanowycza Narbuta. Studia odbywał w Petersburgu. W tym czasie pisał pierwsze utwory liryczne i współpracował ze środowiskiem akmeistów.
Po rewolucji październikowej przeniósł się do Odessy, a stamtąd do Rostowa nad Donem i do Kijowa. W Kijowie wstąpił do Rosyjskiej Partii Komunistycznej (bolszewików). W Woroneżu zajął się redagowaniem dwutygodnika Siriena. W 1923 przyjechał do Moskwy, gdzie kierował wydawnictwem Zif. Pisał utwory nawiązujące do rewolucji i związane z rosyjską mitologią ludową. Większość jego utworów z lat 20. pozostało w rękopisie i zostało wydanych dopiero w 1983 w Paryżu, w zbiorze Wiersze wybrane.
Miesięcznik literacki 30 dni (30 дней), który powołał do życia wraz z Wasilijem Riegininem został zamknięty przez władze, a sam Narbut popadł w niełaskę. Aresztowany w październiku 1936, ze względu na pochodzenie został oskarżony o związki z grupą nacjonalistów ukraińskich, prowadzących rzekomo agitację antysowiecką. Skazany na 5 lat więzienia trafił na Kołymę, do jednego z obozów Gułagu. Zginął rozstrzelany w 1938, w ramach czystek związanych z Wielkim Terrorem.
Był żonaty z Serafimą Gustawowną Suok.

## Tomiki poezji
- 1910: Wiersze
- 1912: Alleluja
- 1915: Demon
- 1920: W ognistych słupach
- 1983: Wiersze wybrane
- 1990: Wiersze